# Antoine Casimir de Mirandol
Antoine Casimir de Mirandol est un homme politique français né le 21 décembre 1759 à La Chapelle, dans le Périgord, et mort à une date inconnue quoique égale ou postérieure à 1831.

## Biographie
Officier de cavalerie au régiment Royal-Picardie avant la Révolution, il émigre en 1792 et devient capitaine de dragons en 1794. Il rentre en France après le 18 brumaire. Conseiller général, il est député de la Dordogne de 1815 à 1831, siégeant à droite.
Par contrat établi le 17 novembre 1788, Antoine Casimir de Mirandol épouse Marie-Henriette de Beral de Sédaiges (1765-?), union dont naissent deux enfants : Louis-Raimond-Joseph et Marie-Joséphine-Claire.
À la Révolution, les de Mirandol sont dépossédés du château de Péchaud (XVIIe et XVIIIe siècles, paroisse de La Chapelle), qui, confisqué et déclaré bien national, est vendu tout comme le château du Peyruzel (XIIIe et XVe siècles, paroisse de Daglan), fief de leurs ancêtres depuis la fin du XVIe siècle. En 1808, la famille prend possession du domaine de Monrecour à Saint-Vincent-de-Cosse où Antoine Casimir de Mirandol exploite 54 hectares et apparaît comme habitant le plus fortement imposé de la commune.
À Paris, Antoine Casimir de Mirandol est domicilié rue de Seine (ancien no 47 depuis au moins 1817 et jusque vers 1831.

### Source
- « Antoine Casimir de Mirandol », dans Adolphe Robert et Gaston Cougny, Dictionnaire des parlementaires français, Edgar Bourloton, 1889-1891 [détail de l’édition]